# Bermondsey

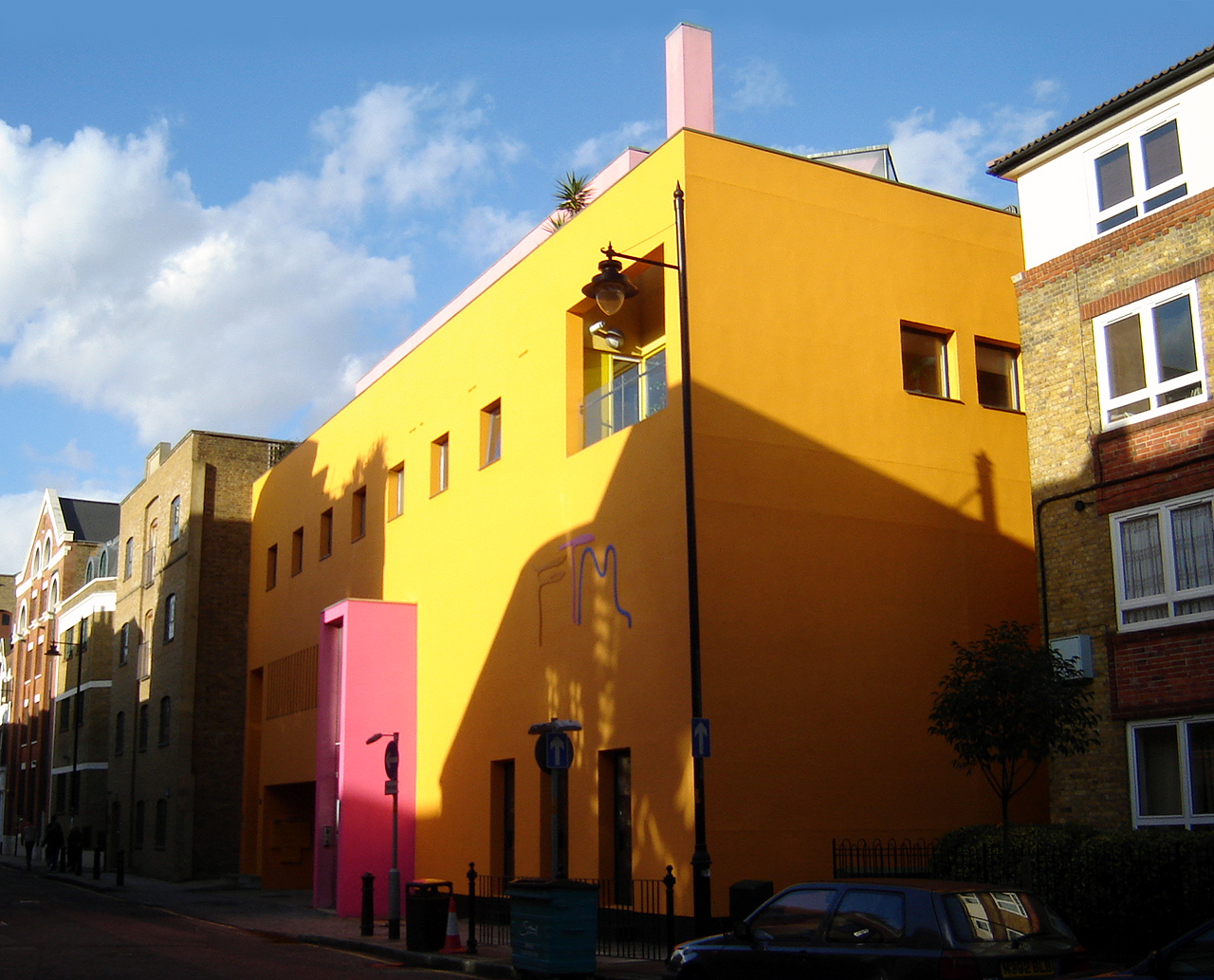
Bảo tàng vải sợi và thời trang Bermondsey (tháng 3 năm 2007)

Bermondsey (/[invalid input: 'icon']ˈbɜːrməndziː/) là một khu vực thuộc Luân Đôn ở bờ phía nam của sông Thames, là một phần của Khu Southwark của Luân Đôn. phía tây của Bermondsey giáp Southwark, phía đông giáp Rotherhithe, phía nam giáp Walworth và Peckham.